# Stachyurus cordatulus
Stachyurus cordatulus är en tvåhjärtbladig växtart som beskrevs av Elmer Drew Merrill. Stachyurus cordatulus ingår i släktet Stachyurus och familjen Stachyuraceae. Inga underarter finns listade i Catalogue of Life.